# Боґданкі (Великопольське воєводство)
Боґданкі (пол. Bogdanki) — село в Польщі, у гміні Понець Гостинського повіту Великопольського воєводства.
Населення — 163 особи (2011).
У 1975-1998 роках село належало до Лешненського воєводства.

## Демографія
Демографічна структура станом на 31 березня 2011 року:
|          | Загалом | Допрацездатний вік | Працездатний вік | Постпрацездатний вік |
| -------- | ------- | ------------------ | ---------------- | -------------------- |
| Чоловіки | 82      | 23                 | 48               | 11                   |
| Жінки    | 81      | 22                 | 42               | 17                   |
| Разом    | 163     | 45                 | 90               | 28                   |